# Rustin
Rustin 2023-ban bemutatott amerikai életrajzi filmdráma, amelyet George C. Wolfe rendezett. A főbb szerepekben Colman Domingo, Chris Rock, Jeffrey Wright, Audra McDonald és Aml Ameen látható.
Amerikában 2023. november 7-én a mozikban, míg Magyarországon 2023. november 17-én mutatták be a Netflixen.

## Cselekmény
A meleg polgárjogi aktivistának, Bayard Rustinnak  hihetetlen esélyek ellenére sikerült megszerveznie az 1963-as washingtoni menetet. Ezt az eseményt az Egyesült Államok polgárjogi mozgalmának egyik csúcspontjaként tartják számon. Több mint 200 000 ember gyűlt össze a washingtoni Lincoln-emlékmű előtt, és követelte a faji megkülönböztetés megszüntetését az Egyesült Államokban. Martin Luther King ezen az eseményen mondta el híres "Van egy álmom" beszédét.

## Szereplők
| Szerep                  | Színész                    | Magyar hang        |
| ----------------------- | -------------------------- | ------------------ |
| Bayard Rustin           | Colman Domingo             | Kálid Artúr        |
| Martin Luther King      | Aml Ameen                  | Papp Dániel        |
| A. Philip Randolph      | Glynn Turman               | Papp János         |
| Roy Wilkins             | Chris Rock                 | Csőre Gábor        |
| Tom Kahn                | Gus Halper                 | Czető Roland       |
| Elias Taylor            | Johnny Ramey               | Fehér Tibor        |
| Dr. Anna Hedgeman       | CCH Pounder                | Csere Ágnes        |
| Cleveland Robinson      | Michael Potts              | Kőszegi Ákos       |
| Audra McDonald          | Ella Baker                 | Zakariás Éva       |
| Adam Clayton Powell Jr. | Jeffrey Wright             | Törköly Levente    |
| Rachelle                | Lilli Kay                  | Széles Flóra       |
| Charlene                | Jordan-Amanda Hall         | Csuha Bori         |
| Norm                    | Jakeem Powell              | Kenéz Ágoston      |
| Eleanor Holmes          | Ayana Workman              | Bogdányi Titanilla |
| Blyden                  | Grantham Coleman           | Baráth István      |
| Dorie Ladner            | Jamilah Rosemond           | Pekár Adrienn      |
| Joyce Ladner            | Jules Latimer              | Sipos Eszter Anna  |
| John Lewis              | Maxwell Whittington-Cooper | Bergendi Áron      |
| Jim Farmer              | Frank Harts                | Kapácsy Miklós     |
| Whitney Young           | Kevin Mambo                | Potocsny Andor     |
| Coretta Scott King      | Carra Patterson            | Nádasi Veronika    |
| Mahalia Jackson         | Da’Vine Joy Randolph       | Eredeti hang       |
| Claudia Taylor          | Adrienne Warren            | Mikecz Estilla     |
| A. J. Muste             | Bill Irwin                 | Csuha Lajos        |
| Tyrone                  | Jamar Williams             | Hám Bertalan       |
| Lucille Randolph        | Hope Clarke                |                    |
| Medgar Evers            | Rashad Demond Edwards      | Gacsal Ádám        |
| Wells rendőrfőnök       | Cotter Smith               | Katona Zoltán      |
| Stevie Wonder           | Drayton Walker             | Eredeti hang       |

### Magyar változat
- Magyar szöveg: Tóth Róbert
- Hangmérnök és vágó: Wünsch Attila
- Gyártásvezető: Vigvári Ágnes
- Szinkronrendező: Molnár Kristóf
- Zenei rendező: Ullmann Zsuzsa
- Produkciós vezető: Fekete Márk

A szinkront az Direct Dub Studios készítette el.

## A film készítése
2021 februárjában jelentették be, hogy George C. Wolfe rendezi a Bayard Rustin életén alapuló filmet Julian Breece és Dustin Lance Black forgatókönyvéből. 2021 októberében Colman Domingo kapta meg Rustin szerepét, továbbá Chris Rock, Glynn Turman és Audra McDonald is csatlakozott a szereposztáshoz. 2021 novemberében Aml Ameen, CCH Pounder, Michael Potts, Bill Irwin, Da’Vine Joy Randolph, Gus Halper, Johnny Ramey, Carra Patterson és Adrienne Warren is csatlakozott a stábhoz. 2021 novemberében Pittsburghben megkezdődött a forgatás. 2022 augusztusában fejeződött be a forgatás Washingtonban.